# Estación de Marylebone
La estación de Marylebone es una estación de tren y de metro del centro de Londres, en el barrio de Marylebone de la Ciudad de Westminster. En la red de National Rail también se le conoce como London Marylebone y es la estación terminal del sur de la Chiltern Main Line hacia Birmingham. La estación de metro está en la línea Bakerloo entre Edgware Road y Baker Street, en la zona 1 de tarifas de Transport for London. Network Rail se ocupa de su gestión.
La estación se inauguró en 1899 como terminal londinense de la Great Central Main Line (GCML), el último gran ferrocarril inaugurado en el Reino Unido en más de 100 años, conectando la capital con las ciudades de Nottingham, Sheffield y Mánchester. Marylebone fue la última en construirse de las terminales principales de Londres y es una de las más pequeñas, habiendo sido inaugurada con la mitad del número de andenes originalmente previsto. Tiene conexiones limitadas con el metro, ya que fue construida después de las principales líneas de metro de la zona.
La estación de Marylebone sufría una falta de tráfico y después de que cerrase el GCML en 1966, su uso decayó. En la década de 1980, se vio amenazada de cierre, pero se mantuvo gracias al tráfico de la línea Londres-Aylesbury (una parte restante del trazado de la GCML) y desde High Wycombe. En 1993 la estación encontró un nuevo papel como terminal de la Chiltern Main Line. Tras la privatización de British Rail, es la terminal de referencia de la nueva franquicia encargada de la explotación de la línea, Chiltern Railways, la estación se amplió con dos andenes adicionales en 2006 y mejoró los servicios a Birmingham Snow Hill. En 2015 comenzaron los servicios entre Marylebone y Oxford Parkway a través de un nuevo ramal que conectaba la línea principal con la línea de Oxford a Bicester, y una prolongación a Oxford en 2016.
Marylebone es una de las estaciones del tablero del Monopoly británico y es popular para filmar debido a su relativa tranquilidad en comparación con otras estaciones londinenses.